# Dicranella exigua
Dicranella exigua är en bladmossart som beskrevs av Mitten 1869. Dicranella exigua ingår i släktet jordmossor, och familjen Dicranaceae. Inga underarter finns listade i Catalogue of Life.